# Go Away Little Girl
Go Away, Little Girl är en popsång skriven av Gerry Goffin och Carole King. Texterna beskriver hur en ung man ber en attraktiv ung kvinna att hålla sig borta från honom, så han inte kommer att frestas att förråda sin flickvän genom att kyssa henne. 
Den ursprungliga versionen spelades in av Bobby Vee i mars 1962. Senare samma år släppte Steve Lawrence en annan version av låten som gick upp på Billboard Hot 100 i januari 1963 och förblev där i två veckor. Denna inspelning låg också sex veckor i topp i USA på U.S. Easy Listening chart. 
Mark Wynters spelade samma år in en cover av låten på Pye Records som nådde en sjätte plats på Storbritanniens singellista. 
Under 1971 släppte Donny Osmond en cover som nådde första platsen på Billboard Hot 100 i september samma år och var i toppositionen i tre veckor. 
"Go Away Little Girl" har också spelats in av många andra artister till exempel Del Shannon.